# 비르기타 발베리
비르기타 발베리(Birgitta Valberg, 1916년 12월 16일 ~ 2014년 3월 29일)는 스웨덴의 배우이다. 제13회 굴드바게상 여우주연상 수상자이다.

## 출연 작품
- 선데이스 칠드런 (1992)
- 지붕 위의 사나이 (1976)
- 수치 (1968)
- 스웨디시 포트레이츠 (1964)
- 미스트리스 (1962)
- 처녀의 샘 (1960)
- 한여름 밤의 미소 (1955)
- 항구의 거리 (1948)